# ساتوری (وو)

الگوریتم رسم خط «Xiaolin Wu» که نشان می‌دهد تنها پیکسل‌هایی در ترسیم خط تأثیر دارند که لحظه‌ای با مسیر عبور خط، تماس داشته باشند. ساتوری نیز زمانی رُخ می‌دهد که شخص در لحظه‌ای با «روح» یا «معنا» یا «یک آگاهی بالاتر» تماس پیدا می‌کند و از آن لحظه به بعد، از وجود آن باخبر است. از آن لحظه به بعد، جدایی‌ها توهم‌هایی هستند که سالک را از لحظه تماس با روح، می‌رُبایَند. ساتوری یک فرایند یک طرفه است. کسی که ساتوری را تجربه کرده است، سرنوشتش بیداری است و تمام راه‌های پیش روی او، به بیداری ختم می‌شود. ساتوری رقابت روح با تاریکی نیست، ساتوری، پیروزی روح بر تاریکی است.

ساتوری (ووُ) (به انگلیسی: Satori) به گشوده شدن جهانی نو می‌ماند در جان رهرو، اندیشه منطقی را راهی به او نیست.

## ساتوری
ساتوری در واقع بازگشت به موقعیت اصلی و ابتدایی وجود است. ساتوری را نمی‌توان در طبقه‌بندی‌های مفهومی و زبانی جا داد. نمی‌توان ساتوری را آموخت، دریافت کرد یا انتقال داد. باید خود فرد آن را تجربه کند و استاد فقط کمک می‌کند.
ساتوری یعنی نیروی درونی بشر یا جان او، به طبیعت خود بازگردد. ساتوری نوعی ندانستگی در اندیشه آدمی پدیدمی‌آورد که فرد اول از همه خودش را فراموش کرده و دیدن جهان بدون دخالت ذهن و معیارهای سنجشی آن را، شروع می‌کند. ساتوری نوعی شهود است که حاصل تماس مستقیم ذهن با کُل می‌باشد. ساتوری، لحظه تماس معنوی با کُل است. ساتوری جرقه شهودی عمیق و فراگیری است که بازدارنده‌های فکری شخص را درهم می‌شکند و اجازه می‌دهد که کُل در جزء جریان یابد. در هنگام رُخ دادن ساتوری، جزء در عالم نسبیت و در لحظه‌ای از بی‌زمان (این لحظه اَبَدی، اکنون جاوید)، وجود مطلق کُل را درک می‌کند.
اولین نور یا آگاهی‌ای که بر رهرو آشکار می‌شود، «کنشو (Kenshō)» نام دارد. نور یا آگاهی عمیق‌تر را ساتوری گویند. ساتوری آغاز راه نهایی است و تمامی حالتهایی که در پی آن پیش می‌آید، اسبابی می‌شود تا فرد را به سوی دروازه ورودی آن راه بزرگ هدایت کند. پیماینده این راه، در حقیقت ذهن فرد است.
ساتوری نوعی شناسایی یا معرفت شهودی است که در برابر شناسایی منطقی ناشی از ذهن می‌ایستد. حالت ساتوری تعریف ناپذیر است، به گشوده شدن جهانی نو می‌ماند در جان رهرو؛ جهانی که در آن آشفتگی و نابسامانی ناشی از دوگانه‌انگاری ذهن منطقی، وجود ندارد. ساتوری، یعنی نظاره چیزها چنان‌که هستند یا نگریستن در خود، چنان‌که هست. ساتوری بر مرحله‌ای از هوشیاری و آگاهی دلالت دارد که از مرز بیان فراتر است. ساتوری را نمی‌توان با استفاده از حواس، احساسات و فرآیندهای فکری به دست آورد. ساتوری را فقط می‌توان از طریق درک مستقیم آن یافت. درک مستقیم یا شهود، قدرتی است که در هر ذهنی وجود دارد و ذهن با این قابلیت می‌تواند از حقیقت، درکی مستقیم و آنی داشته باشد. انسان هیچ وقت نمی‌تواند بفهمد که چه وقت در حالت ساتوری بوده است. چرا که در آن زمان «خودی» برای فهمیدن وجود ندارد.
در ذن است که بیشترین روشن شدگی یا ساتوری (به چینی ووُ) اتفاق می‌افتد.
ساتوری، از نظر ارزش و مقام، تمامی ذن است و نوعی شناسایی یا معرفت شهودی است که در برابر شناسایی منطقی می‌ایستد؛ و تعریف ناپذیر است.
ساتوری گونه‌ای روشن‌شدگی و اشراق است که در آن حالت، فرد به حیات اشیا می‌نگرد، و پی به معنای چیزی می‌بَرَد که حقیقتی است در دسترس، اما به بیان در نمی‌آید، یا ادراک همه چیز چنان بدیهی می‌شود که می‌توان گفت فرد به «ورای حدّ گفتار» می‌رسد و قبل از حضور کلمات، به ماهیت حقیقی هر چیزی به‌طور ضمنی پی می‌برد. تجربه کردن ساتوری همان یافتن یا داشتنِ بی‌دلی یا ندانستگی است.
آموزه‌های پرویز شهبازی (عرفان‌پژوه ایرانی) که به برنامه گنج حضور مشهور است، بر اساس دانش ایرانیان نخبه‌ای چون مولانا، حافظ و… است. در آموزه‌های پرویز شهبازی نیز، تعریفی شبیه ساتوری یا همان یافتن یا داشتنِ بی‌دلی یا ندانستگی، یافت می‌شود. پرویز شهبازی در گفته‌های خویش این حالت را «عَدَم کردن مرکز» می‌نامد. «عدم کردن مرکز» یعنی نور وجود از تمام شخصیت‌های نهانی پس گرفته شود و دیگر هیچ شخصیتی غالب بر بینش فرد نشده و به جای آن مرکز را تُهی بگذارد. یعنی فرد به نور اجازه می‌دهد تا نظاره‌گری را آغاز کند و خود فرد، دست از جستجو برای دانستن برداشته و شروع به درک حقیقت می‌کند، آن هم به گونه‌ای که چیزی جز حقیقت نمی‌تواند توجه و دقت او را بِرُبایَد. حتی فرد، خودش را هم فراموش که نه، بلکه ضمیرش را از دست می‌دهد. این گونه کنترل تمام اجزای وجودی فرد به دست هوش کُل می‌افتد و برنامه زندگی فرد از منبعی ناشناخته با نام «عدم» یا «نیستی» صادر می‌شود. این حالت با نام‌های مختلفی در مکاتب و حتی ادیان مختلف توصیف شده است؛ از جمله کنترل زندگی خود را به کیهان یا کائنات سپردن، یا حلول روح در بدن فرد به طوری که روح به جای فرد زندگی می‌کند و شخص فقط نظاره می‌کند و طعم حقیقت را ورای کلمات، در حیرت و شادی آن هم از نوع بی‌سبب، می‌چشد. در واقع می‌توان گفت که ساتوری، همان درک بی‌واسطه و عمل از طریق وحدت وجود است، که در عرفان اسلامی نیز به آن اشاره شده است. می‌توان مرگ نفس را نیز، لحظه وقوع ساتوری دانست. ساتوری لحظه‌ای از زندگی فرد است که در آن لحظه، فرد ضمیر خود را که سال‌ها وقت صرف تفکر برای ساخت آن کرده، رها می‌کند یا به اصطلاح خَراب می‌کند (مفهوم خرابات در عرفان ایرانی) تا ضمیرش به فضایی خالی برای رقص روح کائنات تبدیل شود (همان عدم کردن مرکز وجود).

## در عرفان اسلامی
در عرفان اسلامی نیز، اصطلاح «یَقِظَه» تعریفی شبیه تعریف ساتوری دارد. «یَقِظَه» به لحظه‌ای از زندگی انسان گفته می‌شود که عزیمت و تنبه و بیداری از خواب غفلت به همراه دارد. در عرفان اسلامی گفته می‌شود که سالک الی الله، سفر خود را از این منزل آغاز می‌کند؛ «یَقِظَه» در عرفان اسلامی یادآور ساتوری (اشراق ناگهانی) در مکتب ذن بودایی است.